# Res Fischer
 (juillet 2025).
La mise en forme du texte ne suit pas les recommandations de Wikipédia : il faut le « wikifier ».
Les points d'amélioration suivants sont les cas les plus fréquents. Le détail des points à revoir est peut-être précisé sur la page de discussion.
- Les titres sont pré-formatés par le logiciel. Ils ne sont ni en capitales, ni en gras.
- Le texte ne doit pas être écrit en capitales (les noms de famille non plus), ni en gras, ni en italique, ni en « petit »…
- Le gras n'est utilisé que pour surligner le titre de l'article dans l'introduction, une seule fois.
- L'italique est rarement utilisé : mots en langue étrangère, titres d'œuvres, noms de bateaux, etc.
- Les citations ne sont pas en italique mais en corps de texte normal. Elles sont entourées par des guillemets français : « et ».
- Les listes à puces sont à éviter, des paragraphes rédigés étant largement préférés. Les tableaux sont à réserver à la présentation de données structurées (résultats, etc.).
- Les appels de note de bas de page (petits chiffres en exposant, introduits par l'outil «  Source ») sont à placer entre la fin de phrase et le point final[comme ça].
- Les liens internes (vers d'autres articles de Wikipédia) sont à choisir avec parcimonie. Créez des liens vers des articles approfondissant le sujet. Les termes génériques sans rapport avec le sujet sont à éviter, ainsi que les répétitions de liens vers un même terme.
- Les liens externes sont à placer uniquement dans une section « Liens externes », à la fin de l'article. Ces liens sont à choisir avec parcimonie suivant les règles définies. Si un lien sert de source à l'article, son insertion dans le texte est à faire par les notes de bas de page.
- La présentation des références doit suivre les conventions bibliographiques. Il est recommandé d'utiliser les modèles {{Ouvrage}}, {{Chapitre}}, {{Article}}, {{Lien web}} et/ou {{Bibliographie}}. Le mode d'édition visuel peut mettre en forme automatiquement les références.
- Insérer une infobox (cadre d'informations à droite) n'est pas obligatoire pour parachever la mise en page.

Pour une aide détaillée, merci de consulter Aide:Wikification.
Si vous pensez que ces points ont été résolus, vous pouvez retirer ce bandeau et améliorer la mise en forme d'un autre article.
Pour les articles homonymes, voir Fischer.
Maria Theresia Fischer, connue sous le nom de Res Fischer (8 novembre 1896, Berlin – 4 octobre 1974, Ruit auf den Fildern, près d'Esslingen am Neckar) est une chanteuse d'opéra allemande (mezzo-soprano ou alto).

## Biographie
Res Fischer passe sa jeunesse à Riedlingen, en Souabe. Elle travaille comme plasticienne, dessinant des batiks et des robes de mode ainsi que de la poterie. Elle décide de travailler sa voix au conservatoire de Prague, Stuttgart et Berlin, avec Lilli Lehmann.
Elle débute en 1927 au Stadttheater Basel, où elle reste sous contrat jusqu'en 1935. Viennent ensuite six saisons à l'Opéra de Francfort-sur-le-Main de 1935 à 1941. De 1941 à 1965, elle intègre l'ensemble de l'Opéra national de Stuttgart.
La carrière de Res Fischer s'étend sur plus de 40 ans, de 1927 à 1972.
Res Fischer se constitue un vaste répertoire allant du baroque au contemporain, y compris des rôles en travestis, comme Orphée et le prince Orlofsky, et des rôles dans des opéras de Verdi et Wagner (Ortrud, Azucena, Eboli et Amneris), ainsi que les rôles-titres dans Carmen et Penthesilea. À Bâle, elle travaille avec de jeunes réalisateurs metteurs en scène, dont Walter Felsenstein, Herbert Graf et Oskar Wälterlin.
Elle participe à plusieurs premières. Au cours de la saison 1927/28, elle crée le rôle de la nourrice dans l'opéra La Princesse au petit pois d'Ernst Toch ; en 1930/31, elle endosse le rôle travesti de Silla dans la première suisse de Palestrina ; en 1932/33, elle incarne Donna Beatriz dans l'opéra Dame Kobold de Felix von Weingartner ; en 1934, elle chante le rôle-titre dans la première de l'opéra Marisa de Hans Haug.
En 1938, elle effectue une tournée dans les Balkans avec l'Opéra de Francfort, qui la mène à Bucarest, Sofia, Belgrade et Zagreb. En 1941, elle est invitée par le Teatro Comunale de Bologne, pour le rôle d'Erda dans Siegfried de Wagner.
En 1942, elle fait sa première apparition au Festival de Salzbourg, dans le rôle de Marceline dans une production de Walter Felsenstein, dans les Noces de Figaro. En 1944, elle figurait sur la Gottbegnadeten-Liste.
Après la chute du régime nazi, sa carrière internationale se poursuit. En 1946, elle chante la comtesse Helfenstein lors de la première de l'opéra Mathis der Maler à l'Opéra national de Stuttgart. En 1949, elle assume le rôle-titre lors de la première de l'opéra Antigonae de Carl Orff au Festival de Salzbourg.
Au cours de la saison 1950/51, elle apparaît au Teatro dell'Opera di Roma dans le rôle de la comtesse Helfenstein lors de la première italienne de l'opéra Mathis le Peintre. En 1951, elle chante Clytemnestra, Sexton et Ortrud avec succès au Teatro Colón de Buenos Aires. En 1951/52, elle chante Clytemnestre dans Elektra à l'Opéra de Rome.
Elle est invitée au Théâtre municipal de Zurich, à la Scala de Milan, au Grand Opéra de Paris, au Teatro San Carlo de Naples (1956), au Maggio Musicale Fiorentino de Florence (en 1960, dans le rôle de la vieille Burya dans Jenůfa) ainsi qu'à Amsterdam, Bruxelles et Hambourg, Londres (1955, avec l'Ensemble de l'Opéra d'État de Stuttgart) et Munich.
En 1959, elle a chanté pour la première fois la vieille Burya dans Jenůfa au Wiener Staatsoper. De 1959 à 1961, elle chante au Festival de Bayreuth dans le Fliegenden Holländer mis en scène par Wieland Wagner, aux côtés de George London et Leonie Rysanek. En août 1961, elle chante au Festival de Salzbourg dans la création de Das Bergwerk zu Falun de Rudolf Wagner-Régeny. Son dernier grand rôle est Gaea dans Daphne de Richard Strauss.
Res Fischer travaille comme professeur de chant depuis les années d'après-guerre. Elle a eu notamment pour élève Margarethe Bence, Toni Blankenheim, Elsa Cavelti, Margrit von Syben et Elisabeth Weingartner.

## Enregistrements (sélection)
- Fortner : Noces de sang, chef d'orchestre : Ferdinand Leitner, 1964
- Humperdinck : Hansel et Gretel, pièce de conte de fées en trois images, avec Gisela Litz (Hansel), Rita Streich (Gretel), Res Fischer (Knusperhexe) ; Orchestre philharmonique de Munich, chœur de garçons du gymnase Wittelsbacher de Munich, chœur de la radio bavaroise, chef d'orchestre : Fritz Lehmann. Photo : 1953, DGG 435 471 2
- Marschner : Hans Heiling, direction : Wilhelm Schüchter, 1950
- Mozart : Les Noces de Figaro, Festival de Salzbourg, direction : Clemens Krauss, 1942 – Marceline
- Orff : Antigonae, Festival de Salzbourg, direction : Ferenc Fricsay, 1949 – rôle-titre
- Verdi : Un ballo in maschera, direction : Georg Solti, 1950 – Ulrica
- Wagner : Das Rheingold, enregistrement live de Hambourg, direction : Wilhelm Schüchter – Erda